# Résolution 1307 du Conseil de sécurité des Nations unies
Membres permanents
- Chine
- États-Unis
- France
- Royaume-Uni
- Russie

Membres non permanents
- Argentine
- Bangladesh
- Canada
- Jamaïque
- Malaisie
- Mali
- Namibie
- Pays-Bas
- Tunisie
- Ukraine

Résolution no 1306 Résolution no 1308
La résolution 1307 du Conseil de sécurité des Nations unies, adoptée à l'unanimité le 13 juillet 2000, après avoir rappelé les résolutions précédentes sur la Croatie, notamment les résolutions 779 (1992), 981 (1995), 1147 (1998), 1183 (1998), 1222 (1999), 1252 (1999) et 1285 (2000), a autorisé la Mission d'observation des Nations unies à Prevlaka (MONUP) à poursuive la surveillance de la démilitarisation de la péninsule de Prevlaka en Croatie jusqu'au 15 janvier 2001. 
Le Conseil de sécurité s'est félicité de la situation généralement calme et stable dans la péninsule de Prevlaka, mais est resté préoccupé par les violations du régime de démilitarisation et les limitations de la liberté de mouvement des observateurs des Nations unies. Il s'est félicité de l'ouverture des points de passage entre la Croatie et le Monténégro, facilitant le trafic civil et commercial sans incidents de sécurité, ce qui représente une mesure de confiance importante entre les deux pays. L'absence de progrès vers un règlement de la question controversée de la péninsule de Prevlaka et d'un programme de déminage reste préoccupante.
La Croatie et la république fédérale de Yougoslavie (Serbie et Monténégro) ont été invitées à mettre pleinement en œuvre un accord sur la normalisation de leurs relations, à cesser les violations du régime de démilitarisation, à réduire les tensions et à garantir la liberté de mouvement des observateurs des Nations unies. Le Conseil reste préoccupé par l'absence de progrès dans la mise en œuvre des mesures de confiance. Le secrétaire général Kofi Annan a été invité à faire rapport avant le 15 octobre 2000 sur les recommandations de mesures de confiance entre les deux parties. Les parties ont été invitées à rendre compte des progrès de leurs négociations bilatérales au moins deux fois par mois.
Enfin, la Force de stabilisation (SFOR, acronyme anglais pour Stabilisation Force), autorisée par la résolution 1088 (1996) et prolongée par la résolution 1305 (2000), était tenue de coopérer avec la MONUP.

## Voir également
- Dislocation de la Yougoslavie
- Guerre de Croatie
- Guerres de Yougoslavie